# Gässhults säteri
Gässhults säteri ligger i Misterhults socken, Kalmar län. Huvudbyggnaden är av trä och uppfördes på 1600-talet. Den tillbyggdes på 1860-talet med 1 våning. Gården är bildad genom sammanslagning av tre hemman, som ursprungligen tillhörde Kronan men förlänades till överste Håkan Nilsson Skytte och utbyttes 1675 av Lorentz Hammarskjöld mot kronoköpegods. Dennes syster fru Vendela Hammarskjöld-Rålamb innehade sedan Gässhult i slutet av 1600-talet och början av 1700-talet, och hennes arvingar innehade det ännu 1747. 
Därefter kom gården till släkten Breitholtz, och 1795 gick den i arv från överstelöjtnant Breitholtz till svågern ryttmästare Adolf Fredrik Freidenfelt. I släkten Freidenfelt stannade gården till 1890. De sista ägarna inom den släkten var bröderna ryttmästare August Freidenfelt och kammarjunkare Oskar Freidenfelt. 
Därefter har egendomen ägts av lantbrukarna G.A Jonason, J.H Molin, S.A Svensson och grosshandare Hjalmar Nilsson och ingenjör Einar Hogfors.